# جيك كولفيلد
جيك كولفيلد (بالإنجليزية: Jake Caulfield)‏ هو لاعب كرة قاعدة أمريكي، ولد في 23 نوفمبر 1917 في لوس أنجلوس في الولايات المتحدة، وتوفي في 16 ديسمبر 1986 في سان فرانسيسكو في الولايات المتحدة.

## وصلات خارجية
- جيك كولفيلد على موقعبيزبول رفرنس.كوم (الدوري الرئيسي) (الإنجليزية)
- جيك كولفيلد على موقعبيزبول رفرنس.كوم (الدوري الثانوي) (الإنجليزية)